# Henry Croft
Pour les articles homonymes, voir Croft.
Henry Croft (15 janvier 1856 à Sydney - 28 juillet 1917) était un homme d'affaires canadien et britannique qui exerçait sur l'île de Vancouver dans les années 1900. Il a fondé la ville de Crofton, Colombie-Britannique, Canada en 1902.

## Biographie
Né à Sydney, en Nouvelle-Galles du Sud (Australie) dans la banlieue de Darling Point, il déménagea en Angleterre à l'âge d'un an, après la mort de sa mère. Il revint ensuite en Australie en 1879 mais se rendit, peu de temps après, aux États-Unis où son frère habitait. En 1882, il déménagea à nouveau pour s'installer au Canada, dans la ville de Victoria, en Colombie-Britannique. Il y rencontra Mary Jean Dunsmuir, fille de l'industriel Robert Dunsmuir, avec qui il se maria le 29 juin 1885.
En 1890, il est élu à l'Assemblée législative de la Colombie-Britannique, représentant la divisionon électorale de Cowichan Valley. Il occupa ce poste durant quatre ans.
Il développa l'exploitation minière de Lenora à proximité  du Mount Sicker, une petite montagne, en 1898. À la suite de l'expansion de son exploitation qui lui permit d'obtenir d'importants profits, il acheta la subdivision de l'actuelle ville de Crofton pour y développer l'exploitation de cuivre et pour y construire des maisons pour ses ouvriers.
Le 28 juillet 1917, Croft meurt, à l'âge de 61 ans à son domicile dans la ville de Victoria. Sa femme, Mary, meurt le 15 août 1928.

## Associations
Henry Coft fut membre de plusieurs associations, du fait de son implication dans l'exploitation minière :
- Membre de la Royal Geographical Society
- Membre de l'Institut de l'ingénierie minière (Institute of Mining Engineers)
- Membre de l'Institut de l'ingénierie civile (Institution of Civil Engineers)

## Source
- (en) Cet article est partiellement ou en totalité issu de l’article de Wikipédia en anglais intitulé « Henry Croft » (voir la liste des auteurs).